# トスフロキサシン
トスフロキサシン（英語: Tosufloxacin）は、富山化学工業が創製したニューキノロン系抗菌薬の一つ。製剤的な安定性や溶解性を高めるためにトシル酸塩としたトスフロキサシントシル酸塩が一般に用いられる。
国内では処方箋医薬品として販売されている。経口剤は1990年に発売開始され、日本では経口剤としてオゼックス錠、トスキサシン錠がある。
点眼剤としても開発され、オゼックス点眼液、トスフロ点眼液も販売されている。
ニューキノロン系抗菌薬としては、ノルフロキサシンと同様、小児での安全性が認められる数少ない薬剤である。また、肺炎球菌等の呼吸器感染の起因菌にも強い抗菌作用を有するいわゆるレスピラトリーキノロンのひとつでもある。

## 効能・効果
適応菌種
- トスフロキサシンに感性のブドウ球菌属、レンサ球菌属、肺炎球菌（ペニシリン耐性肺炎球菌を含む）、腸球菌属、淋菌、モラクセラ（ブランハメラ）・カタラーリス、炭疽菌、大腸菌、赤痢菌、サルモネラ属、チフス菌、パラチフス菌、シトロバクター属、クレブシエラ属、エンテロバクター属、セラチア属、プロテウス属、モルガネラ・モルガニー、プロビデンシア属、コレラ菌、インフルエンザ菌、緑膿菌、バークホルデリア・セパシア、ステノトロホモナス（ザントモナス）・マルトフィリア、アシネトバクター属、ペプトストレプトコッカス属、バクテロイデス属、プレボテラ属、アクネ菌、トラコーマクラミジア（クラミジア・トラコマティス）

適応症
- 表在性皮膚感染症、深在性皮膚感染症、リンパ管・リンパ節炎、慢性膿皮症、ざ瘡（化膿性炎症を伴うもの）
- 外傷・熱傷及び手術創等の二次感染、乳腺炎、肛門周囲膿瘍
- 骨髄炎、関節炎
- 咽頭・喉頭炎、扁桃炎（扁桃周囲膿瘍を含む）、急性気管支炎、肺炎、慢性呼吸器病変の二次感染
- 膀胱炎、腎盂腎炎、前立腺炎（急性症、慢性症）、精巣上体炎（副睾丸炎）、尿道炎
- 胆のう炎、胆管炎
- 感染性腸炎、腸チフス、パラチフス、コレラ
- バルトリン腺炎、子宮内感染、子宮付属器炎
- 涙のう炎、麦粒腫、瞼板腺炎
- 外耳炎、中耳炎、副鼻腔炎、化膿性唾液腺炎
- 歯周組織炎、歯冠周囲炎、顎炎
- 炭疽

## 副作用
重篤な副作用として下記が報告されている。
- 腎性尿崩症、横紋筋融解症、急性好酸球性肺炎、痙攣・てんかん、アナフィラキシー、偽膜性大腸炎、薬物性肝障害、低血糖、スティーヴンス・ジョンソン症候群、間質性肺炎、血小板減少症、無顆粒球症（顆粒球減少症、好中球減少症）、間質性腎炎（尿細管間質性腎炎）、急性腎障害（急性尿細管壊死）、中毒性表皮壊死融解症（中毒性表皮壊死症）